# オフロード
オフロード（英: off-road）は、舗装されていない道路や、公道ではない脇道のことである。

## 概要
舗装されていない草地や礫地、砂地だけでなく、人が歩くことも困難な泥濘地や岩場など、車両が進入できる地形のあらゆる場所を指す。なおこうした路面のことを「ラフロード」（英: Rough road）と呼ぶこともある。
オフロードで行われる自動車競技の中でも、ラリーと同じく公道で行われるものを「クロスカントリーラリー」や「ラリーレイド」と呼ぶ。
またこれらと対比して、舗装された道路は「オンロード」（英: On-road）という。

## オフロード向け車両（クロスカントリー車、またはヘビーデューティー車）
オフロードを走行することを前提として設計された車両や改造された車両をオフロード車、略してオフ車などと呼ぶ。またオフロード車両や運転者を含めてオフローダーとも言う。またクロスカントリー車（略してクロカン車）、またはヘビーデューティー車とも呼ばれる。SUVの一種であるが、本格オフロード性能を特に重視した車のことをクロスカントリー車と言う場合が多い。
サスペンションは路面の凹凸が大きくても衝撃を緩和する能力やタイヤが路面から離れないようにする能力が求められ、比較的ストローク（伸縮量）を長く、ばね定数や減衰力は低めに作られる。ホイールストロークをより稼ぐ目的で、スタビライザー（アンチ・ローリング・バー）を無効化する機構を装備する車種もある。また、車体が地面に接触して破損したり、引っかかって動けなくなってしまったりといった事態を防ぐため、最低地上高は比較的高く作られている。
もし強い衝撃を伴って地面に触れた場合でも重要な部品が壊れないように、自動車やオートバイのエンジンや変速機、自転車のチェーンホイールなどの下には、金属やFRPなどの板で作られた保護材が備えられる場合もある。あるいはソリ状の板（スキッドプレート）を取り付けて、地面の凹凸に引っかかりにくいようにする場合もある。

### 自動車

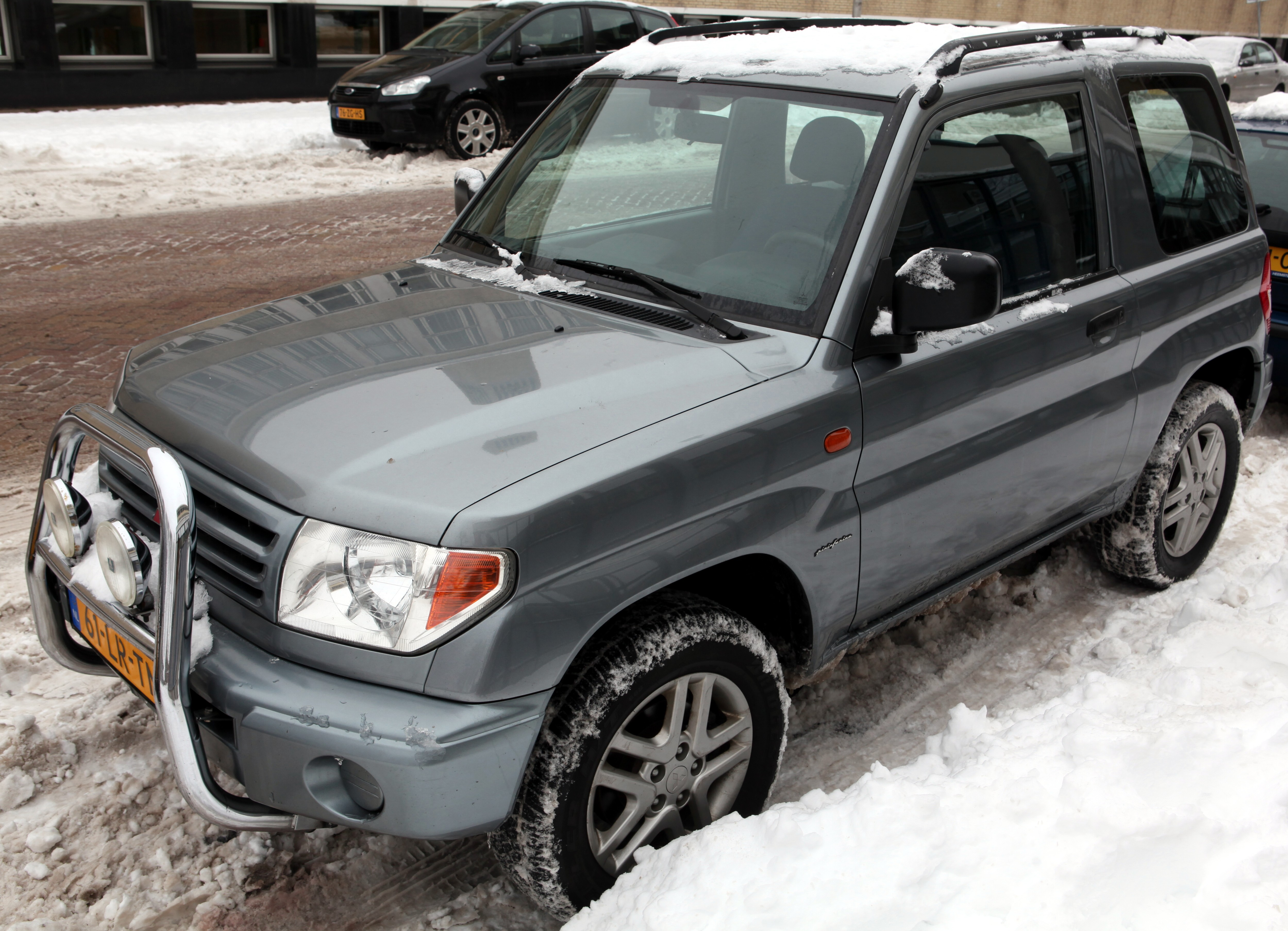
三菱・パジェロピニン
（日本名：三菱・パジェロイオ）

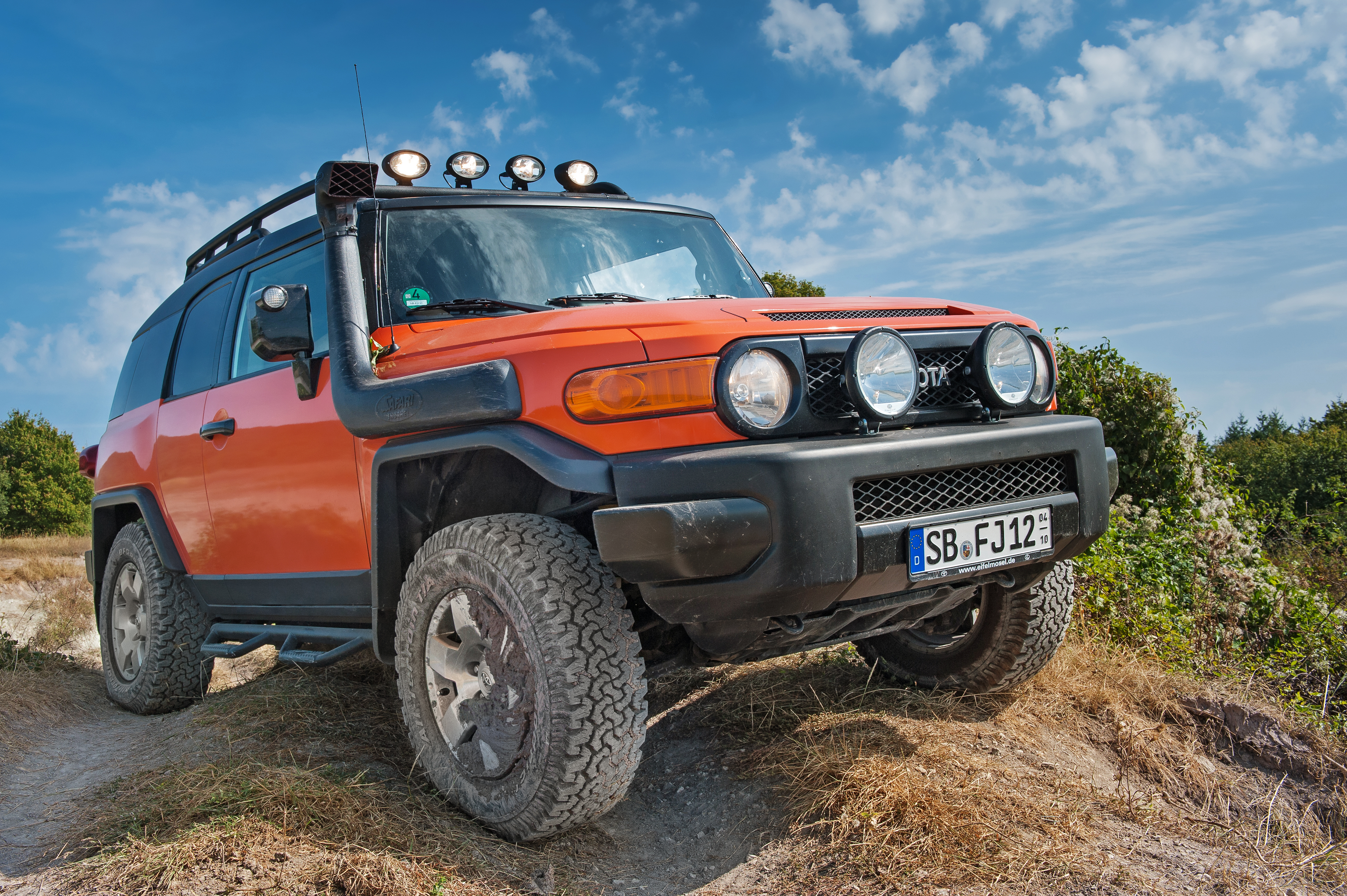
トヨタ・FJクルーザー

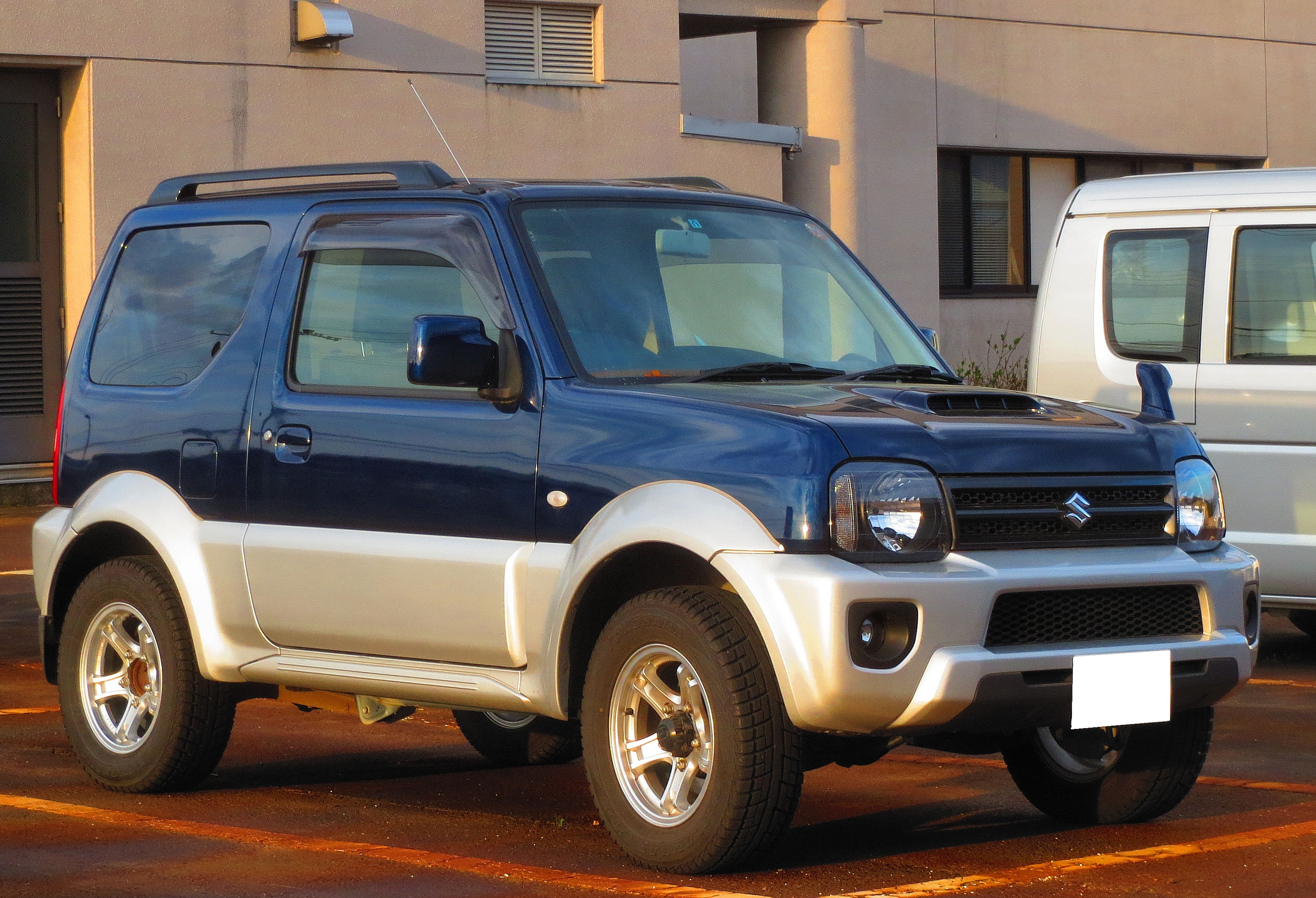
スズキ・ジムニーシエラ

自動車のクロスカントリー車には、商標が普通名詞化した「ジープ」や、北米由来の単語のSUV、四輪駆動の乗用車が一般的で無かった時代の4WD、4×4（Four by Four）などの名称が用いられることもある。
一般的にクロスカントリー車（略してクロカン車）は悪路走行中にボディ全体が歪んで走行不能にならないよう、重いが丈夫なラダーフレームを採用している。障害や急勾配を乗り越えられるように最低地上高は高く、次の三つの角度が大きい。
アプローチアングル
フロントバンパーの前端下と前輪前側の外周接線がつくる角度
ランプブレークオーバーアングル
前輪後ろ側と後輪前側の外周接線から伸びる2本の線が、ホイールベース中間のフレーム、車体、ドライブトレイン（多くはトランスファーギアボックス）などの下端と交わる場所でつくる小さい方の角度
デパーチャーアングル
後輪の後ろ側外周接線とリヤバンパー後端下を結ぶ線がつくる角度
これら3つの角度を対地障害角やスリーアングルといい、悪路走破性能の目安とする。これらを大きく取ると、必然的に最低地上高は大きくなり、前後のオーバーハングとホイールベースは短くなる。
クロカン車のドライブトレインは一般的に縦置きエンジンの後輪駆動（FR）をベースとしたパートタイム式、またはセンター・デフを持つフルタイム式4WDであり、悪路走破用の副変速機（高速側と低速側の歯車比が1:2前後かそれ以上）を持ち、車種によってはリミテッド・スリップ・デフやアクスルデフロックをも装備する。変速機は基本的にMTまたはトルクコンバーターを用いた有段式ATである。
なお外見がクロカン車であってもモノコック構造を採用しているものは、たとえ四輪駆動でもクロスオーバーSUV（CUV）に分類される。近年のSUVは特に設計や生産の合理化（乗用車との共通化）やオンロード性能重視のため、クロスオーバーSUV化が進んでいる。このことは自動車の取扱説明書にも明確に表れており、ラダーフレーム車の本格クロカン車には取扱説明書には浅い川を渡る（渡河）の方法まで書かれているが、クロスオーバーSUVの場合は「渡河などの水中走行は絶対にしないで下さい」と書かれている。一例として、モノコック構造の日産・エクストレイルは初代（T30型系）のテレビCMで悪路をジャンプしたり渡河をする様子が表現されていたが、あくまでもこれは消費者の購買意欲を刺激するための演出であり、真似をすると衝撃で車体が歪んだり、浸水で走行不能に陥ってしまう恐れがある。なお、クロスオーバーSUVという用語が定着する以前は、初代スズキ・エスクードのようなラダーフレーム・四輪駆動・副変速機を備えながら、乗用車と同様に舗装路での乗り心地や燃費を重視した車種をライトクロカンと呼んでいた。
一例としてハスラーがモノコック構造・横置きエンジンのスタンバイ式四駆・マニュアルまたはCVTと街乗りがメインのクロスオーバーSUVであるのに対して、ジムニーはラダーフレーム構造・縦置きエンジンのパートタイム式四駆・マニュアル又は有段オートマチックミッションといったオフロードを走るための機構を多く備えている。ほとんどの軍用車両もジムニーと同様の構成を採っており、陸上自衛隊の高機動車や軽装甲機動車、73式小型トラックもこの仕様である。
日本では三菱・パジェロが火付け役となり、1980年代末 - 1990年代初頭のスキーブームと共にクロカン車が流行した。しかし人々がクロカンのファッション性と積載性を重視しながらも、オフロード性能よりも燃費、操縦安定性、乗り心地を求めたことから、1990年代半ば以降流行の中心はクロスオーバーSUVにとって代わられていった。
モータースポーツではFIA（国際自動車連盟）によりグループTというクロカン車向けの規定が存在し、ラリーレイド競技で用いられている。

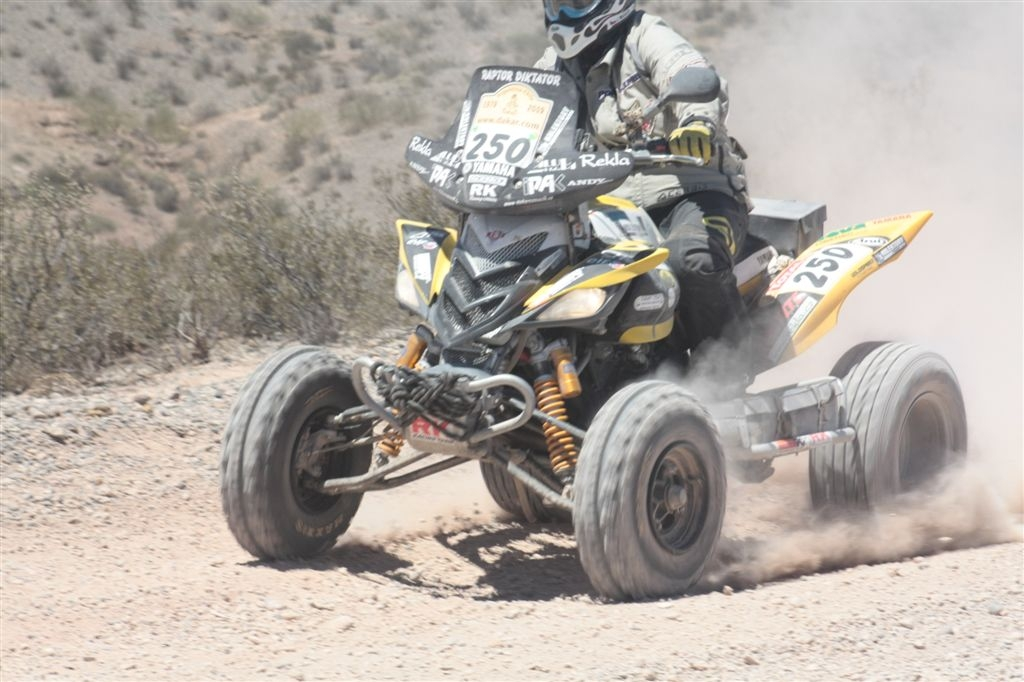
ヤマハ発動機のバギー

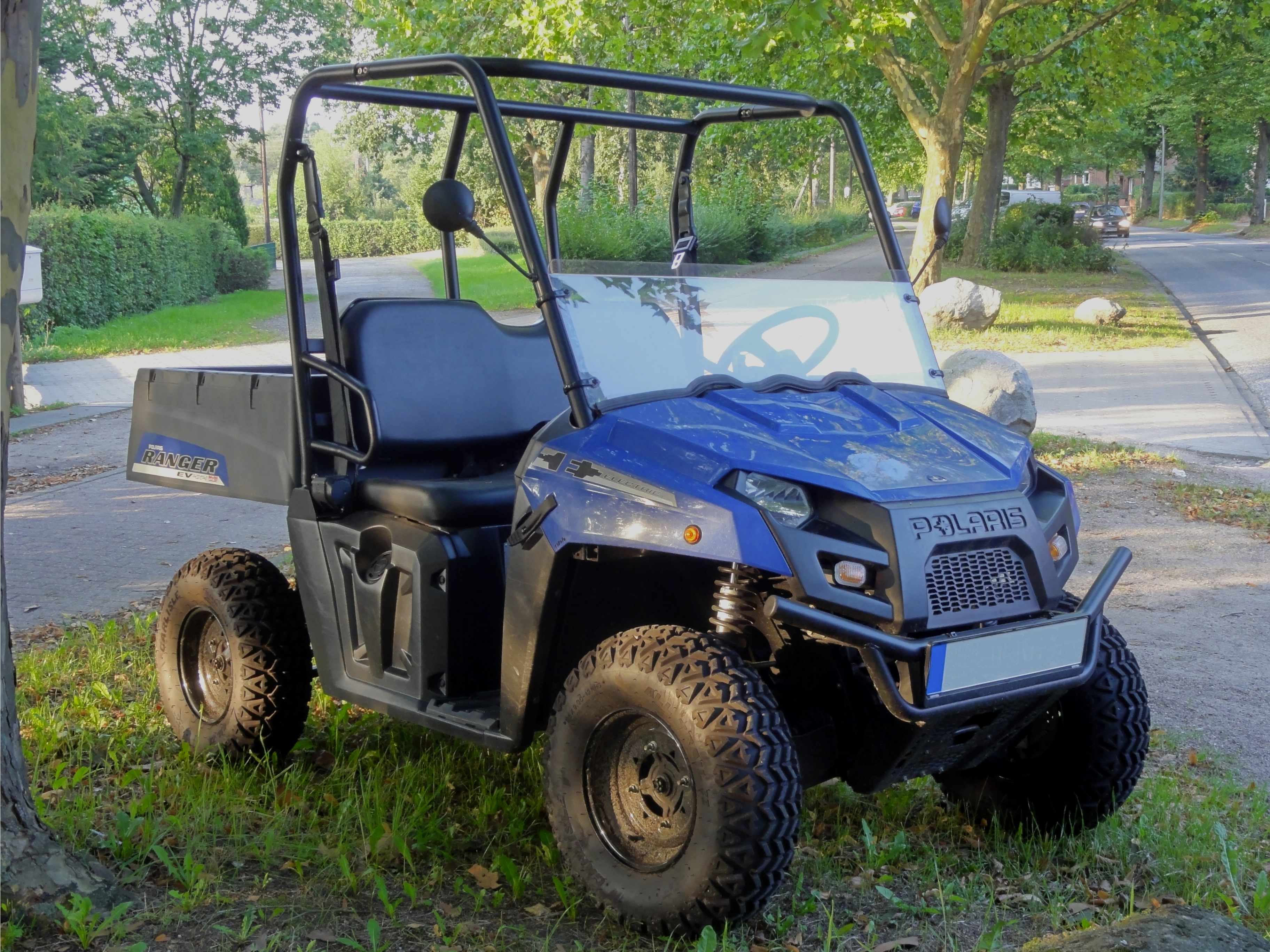
ポラリスのサイド・バイ・サイド・ビークル

汎用自動車
道路を走行することを主な目的としながら、オフロードでの走破性を高くした自動車は古くから一般ユーザー向けに製造、販売されている。こうした車種は軍用車両の民生用としてスタートしたものが多い。かつては林業などの業務で舗装されていない道路（林道・ラフロード）を通って作業現場へ向かうための交通手段として利用されることが多かったが、先進国では経済成長に伴って、レジャーのための移動手段や、オフロード走行自体を目的とする利用例が増えていった。代表的な車種としてジープ、メルセデス・ベンツ・Gクラス、トヨタ・ランドクルーザー、三菱・パジェロ、スズキ・ジムニーなどが挙げられる。また農業や林業に使われる軽トラックに上記の条件を満たす専用仕様が設定されていることもある。
軍用車両
運用上、オフロードや災害および戦災で壊れてしまった道路などを通行しなければならない場合が多く、オフロード向けに設計された車両が多い。
建設機械
オフロードでの作業が主な運用であるモーターグレーダー、モータスクレイパー、重ダンプトラックなどはオフロード向けに設計されている。
農業機械
トラクターや田植機などの農業用の車両も主な作業現場はオフロードであり、農地や農期に特有の地面の状態に特化した上で、道路上も移動できるように設計されている。
雪上車
雪上でも接地面圧を分散できるよう、無限軌道を装備したものが多い。一方、雪面は摩擦抵抗が少ないことからスノーモビルのような雪上専用の車両では前輪の代わりにソリやスキーを用いることもある。
その他の車両
不整地運搬車のように業務利用を主な目的としたものと、バギーカーや全地形対応車、サイド・バイ・サイド・ビークルのようにレジャー利用を主な目的とする車両がある。

### オートバイ

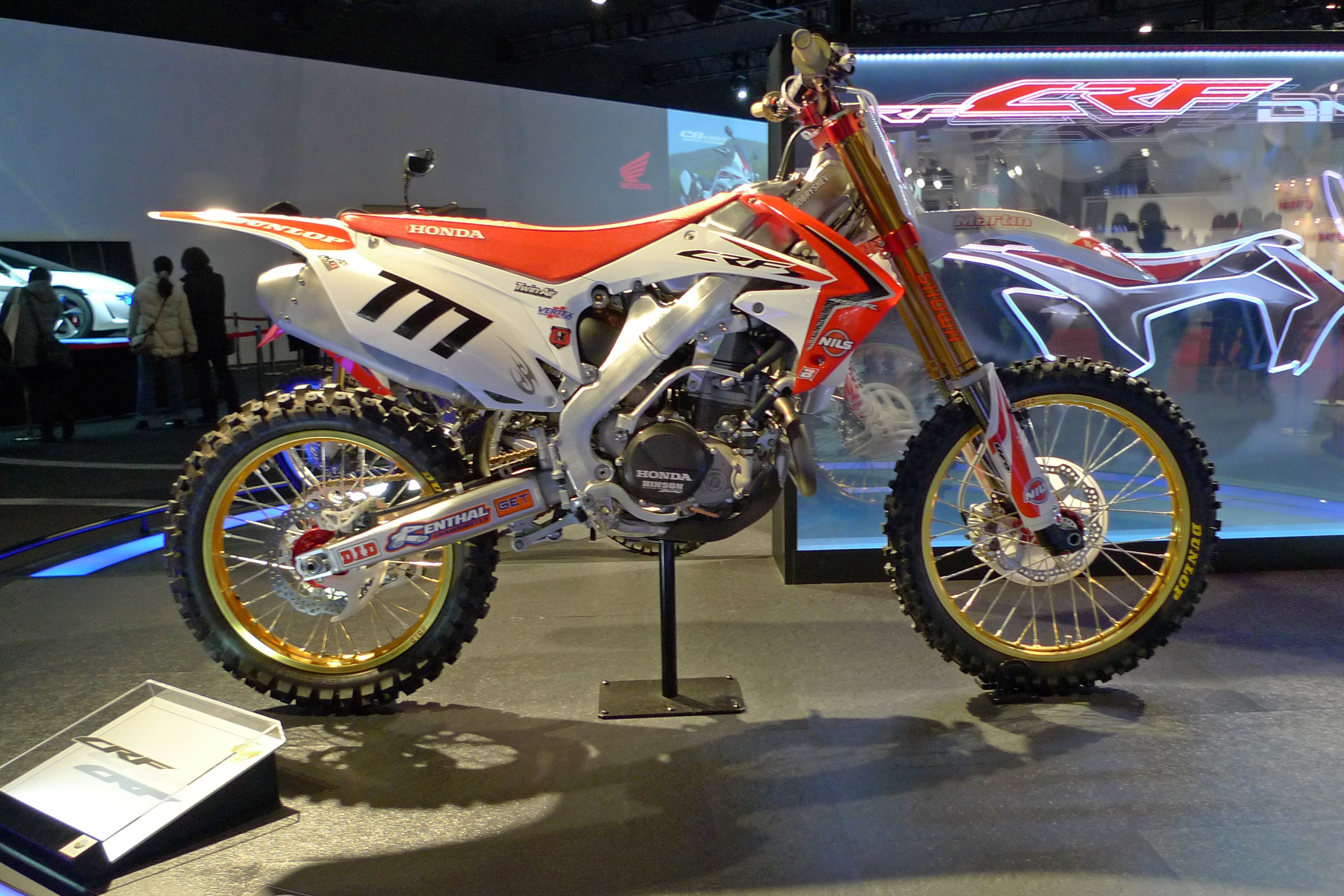
ホンダ・CRF250L

競技用
モトクロスやトライアル、エンデューロなどのオフロードを走行する競技のために、それぞれの競技に特化した設計のオートバイが作られている。競技人口も比較的多く、一般向けにも競技専用車種が製造、販売されている。ごく少数であるがトライクやサイドカーも製造、販売されている。
汎用
道路上を運行することを主な目的としながら、オフロードでの走破性も高くなるよう設計された車種がオートバイメーカー各社から製造販売されている。

### 自転車
自転車にもオフロードでの走行を前提とした設計の車種がある。
マウンテンバイク
現代でオフロードに最も特化している自転車はマウンテンバイクである。サスペンション・太いブロックタイヤ・強力なブレーキ等を装備し、悪路を高速走行するための工夫がなされている。競技の種類・使用スタイルによって細分化が進んでいる。
- クロスカントリー - XCと略される起伏に富んだコースを走るレースであるが、ジャンプを前提とせず、軽量なフレームが追求され、フロントサスペンションのみのマウンテンバイクも使われている。
- トレイル - 起伏が激しいコースや山道を走る為、前後サスペンション装備の軽量なマウンテンバイクが中心に使われる。
- エンデューロ - 随所にジャンプ台が用意されたレース、登りもある為にダウンヒルよりもストロークが短めの前後サスペンション装備のマウンテンバイクが中心に使われる。
- ダウンヒル - DHと略され、グラビティ（重力）とも言われ、スキーの滑降競技と同様に猛スピードで下るレース。頑丈なフレームに20cm程度と長いストロークの前後サスペンションに太めのタイヤ装備のマウンテンバイクが使われる。

シクロクロスバイク
シクロクロスは未舗装のサーキットコースで行われる競技である。この競技のためにロードバイクを未舗装用にアレンジした車種が用いられる。本来は競技用車両であるが、一般のオフロードツーリングに使用されることもある。
その他
ツーリング用の車種であるランドナーには未舗装路に対応したものがある。またクロスバイクの中にはサスペンションや太いタイヤを装備し、軽微なオフロードへ対応したモデルも少なくない。